# NGC 5607
NGC 5607 oder Mrk 286 ist eine rund 346 Millionen Lichtjahre entfernte Starburst-Galaxie im Sternbild Ursa Minor am Nordsternhimmel.
Das Objekt gilt als Kandidat für die Verschmelzung einer Spiralgalaxie mit einer elliptischen Galaxie. Kartierung des atomaren Gases in der Galaxie mit Hilfe von interferometrischen Beobachtungen im HI ergaben in diesem Wellenlängenbereich eine Sternentstehungsrate von 40 M☉/a und brachten einen etwa 200 kpc langen Ausläufer zum Vorschein.
Entdeckt wurde das Objekt am 16. März 1785 vom deutsch-britischen Astronomen William Herschel (als NGC 5607 aufgeführt) und am 7. Juni 1888 vom US-amerikanischen Astronomen Lewis Swift (als IC 1005 gelistet).